# Cardiomya behringensis
Cardiomya behringensis is een tweekleppigensoort uit de familie van de Cuspidariidae. De wetenschappelijke naam van de soort is voor het eerst geldig gepubliceerd in 1883 door Leche.